# Grand Prix Herning
Der Grand Prix Herning ist ein dänisches Straßenradrennen.
Das Rennen wurde 1992 zum ersten Mal unter dem Namen Grand Prix Midtbank ausgetragen. Ab dem Jahr 2003 lief es unter dem Namen Grand Prix S.A.T.S., ab 2005 unter Grand Prix Herning und von 2007 bis 2011 auch als GLS Express Grand Prix. Austragungsort ist die Gegend rund um Herning. Seit 2005 zählte das Eintagesrennen zur UCI Europe Tour und war in die Kategorie 1.1 eingestuft. Seit 2013 zählt es zur Kategorie 1.2. Rekordsieger ist der dänische Tour-de-France-Gewinner Bjarne Riis, der das Rennen dreimal für sich entscheiden konnte.

## Palmarès
| Jahr                                  | Sieger                     | Zweiter                 | Dritter             |
| ------------------------------------- | -------------------------- | ----------------------- | ------------------- |
| Grand Prix Midtbank                   |                            |                         |                     |
| 1992                                  | Claus Michael Møller       | Søren Christiansen      | Kim Marcussen       |
| 1993                                  | Dennis Rasmussen           | Kim Malling Kiær        | Søren Petersen      |
| 1994                                  | Brian Smith                | Carl Christian Pedersen | Bo Hamburger        |
| 1995                                  | Frédéric Moncassin         | Bo Hamburger            | Søren Mønster       |
| 1996                                  | Bjarne Riis                | Jan Erik Østergaard     | Mikael Kyneb        |
| 1997                                  | Bjarne Riis                | Tayeb Braikia           | Frank Høj           |
| 1998                                  | Bjarne Riis                | Kurt Asle Arvesen       | Gorazd Štangelj     |
| 1999                                  | Michael Sandstød           | Arvis Piziks            | Danny Jonasson      |
| 2000                                  | Michael Sandstød           | Jimmi Madsen            | Niko Eeckhout       |
| 2001                                  | Rudie Kemna                | Arvis Piziks            | Mark McCormack      |
| 2002                                  | Rudie Kemna                | Cezary Zamana           | Gordon McCauley     |
| Grand Prix S.A.T.S.                   |                            |                         |                     |
| 2003                                  | Frank Høj                  | Jeremy Hunt             | Magnus Bäckstedt    |
| 2004                                  | Frank Høj                  | Michele Bartoli         | Stefan Kupfernagel  |
| Grand Prix Herning S.A.T.S.           |                            |                         |                     |
| 2005                                  | Michael Blaudzun           | Joost van Leijen        | Jimmy Hansen        |
| GP Herning                            |                            |                         |                     |
| 2006                                  | Allan Johansen             | Rik Reinerink           | Alex Rasmussen      |
| GP Herning-GLS Express                |                            |                         |                     |
| 2007                                  | Kurt Asle Arvesen          | René Jørgensen          | Matti Breschel      |
| 2008                                  | no race / not carried out  |                         |                     |
| 2009                                  | René Jørgensen             | Michael Reihs           | Allan Johansen      |
| Grand Prix Herning                    |                            |                         |                     |
| 2010                                  | Alex Rasmussen             | Martin Mortensen        | Joost van Leijen    |
| 2011                                  | Troels Vinther             | Michael Reihs           | Lars Bak            |
| 2012 keine Austragung                 |                            |                         |                     |
| 2013                                  | Lasse Norman Leth          | Martin Mortensen        | Rolf Stougård Broge |
| 2014                                  | Morten Øllegaard           | Troels Vinther          | Michael Carbel      |
| 2015                                  | Asbjørn Kragh Andersen     | Søren Kragh Andersen    | Sebastian Lander    |
| 2016                                  | Mads Würtz Schmidt         | Jonas Gregaard          | Rasmus Bøgh Wallin  |
| 2017                                  | Michael Carbel             | Andreas Kron            | Alexander Kamp      |
| 2018                                  | Troels Vinther             | Jonas Aaen Jørgensen    | Casper von Folsach  |
| 2020 wegen COVID-19-Pandemie abgesagt |                            |                         |                     |
| 2019                                  | Andreas Stokbro            | Nicklas Pedersen        | Jacob Hindsgaul     |
| 2021                                  | Mads Østergaard Kristensen | Magnus Bak Klaris       | Niklas Larsen       |
| 2022                                  | Andreas Stokbro            | Mads Rahbek             | Mads Pedersen       |
| 2023                                  | Mathias Norsgaard          | Rasmus Bøgh Wallin      | Michael Valgren     |
| 2024                                  | Rasmus Søjberg Pedersen    | Daniel Stampe           | Erik Madsen         |
| 2025                                  |                            |                         |                     |